# Coppa di Lega greca
La Coppa di Lega greca fu una competizione calcistica greca che si giocò soltanto una volta il 2 giugno 1990 allo Stadio Olimpico di Atene; i partecipanti furono l'AEK Atene, 2° nel Campionato greco 1989-1990 e l'Olympiakos, vincente della Coppa di Grecia 1989-1990; la coppa si disputò in sostituzione della Supercoppa di Grecia 1990 che avrebbe dovuto disputarsi tra il Panathinaikos Atene, vincente del Campionato greco 1989-1990 e l'Olympiakos, vincente della Coppa di Grecia 1989-1990.
Finale
2 giugno 1990 - Stadio Olimpico di Atene Grecia
| Squadra #1 | Tot.  | Squadra #2 |
| ---------- | ----- | ---------- |
| AEK Atene  | 3 - 2 | Olympiacos |